# Color*Iz
Color*iz (stilisierte Schreibweise COLOR*IZ) ist die Debüt-EP der südkoreanisch-japanischen Girlgroup IZ*ONE. Das Album erschien am 29. Oktober 2018 zusammen mit der Single La Vie en Rose.

## Hintergrund
Nachdem IZ*ONE in der Castingshow „Produce 48“ gegründet worden war, gab Off the Record Entertainment bekannt, dass die Gruppe am 28. Oktober 2018 debütieren würde.
Ab Mitte Oktober erschienen erste Teaser-Fotos, später die Titelliste der CD und Tease-Videos. Das Album erschien schließlich am 29. Oktober 2018 zusammen mit der Single La Vie en Rose. Weiterhin sind die Lieder We Together, We’re in Love, Right? und As We Dream enthalten, die schon während der Ausstrahlung von Produce 48 von den Teilnehmerinnen präsentiert und von IZ*ONE neu eingesungen wurden. Zwei dieser Lieder wurden vom japanischen Produzenten Yasushi Akimoto geschrieben. Akimoto ist der Gründer der japanischen Girlgroup AKB48 und deren Schwestergruppen. Seine Agentur AKS wird IZ*ONEs Aktivitäten in Japan managen.
Kurz nach der Veröffentlichung kam heraus, dass La Vie en Rose ursprünglich die Comeback-Single der Girlgroup CLC sein sollte. Videos im Internet zeigen die Gruppe, wie sie die Choreografie zu einer Version des Liedes tanzt, auf der ihre Stimmen zu hören sind. La Vie en Rose wurde von MosPick geschrieben, einem Komponisten und Produzenten, der für CLCs Agentur Cube Entertainment arbeitet. Warum das Lied später an IZ*ONE weitergereicht wurde, ist nicht bekannt, da Cube Entertainment sich zu der Sache nicht geäußert hat.

## Titelliste
| Nr.          | Titel                                                                           | Text                                                 | Musik                                  | Länge |
| ------------ | ------------------------------------------------------------------------------- | ---------------------------------------------------- | -------------------------------------- | ----- |
| 1.           | Colors (아름다운 색)                                                            | Tenzo, Kebee, Fixman                                 | Tenzo, Fixman                          | 3:38  |
| 2.           | O' My!                                                                          | Hidden Sound, Han Kang, Shin Jae-youn, Jo Yoon-kyung | Hidden Sound, Han Kang, Shin Jae-young | 3:23  |
| 3.           | La Vie en Rose (라비앙로즈)                                                     | MosPick                                              | MosPick                                | 3:39  |
| 4.           | Memory (비밀의 시간)                                                            | Boombastic, So Jay                                   | Boombastic                             | 3:23  |
| 5.           | We Together (앞으로 잘 부탁해) (IZ*ONE ver.)                                    | Baekgom, Bbaekkom, So Jay                            | Baekgom, Park Ki-tae, So Jay           | 3:46  |
| 6.           | We’re in Love, Right? (반해버리잖아?) / (好きになっちゃうだろう?) (IZ*ONE ver.) | Yasushi Akimoto                                      | Hayakawa Hirotaka, Belex               | 4:09  |
| 7.           | As We Dream (꿈을 꾸는 동안) / (夢を見ている間) (IZ*ONE ver.)                   | Yasushi Akimoto                                      | Iggy, Yong-bae                         | 3:29  |
| 8.           | Pick Me (내꺼야) (IZ*ONE ver.) (nur CD)                                         | Produce 48                                           | Flow Blow, airair, Louise Frick Sveen  | 4:39  |
| Gesamtlänge: | Gesamtlänge:                                                                    | Gesamtlänge:                                         | Gesamtlänge:                           | 29:56 |

## Charterfolge
| Land               | Charts                     | Höchstplatzierung |
| ------------------ | -------------------------- | ----------------- |
| Frankreich         | Top Albums Téléchargés     | 184               |
| Japan              | Oricon Album Charts        | 1                 |
| Japan              | Oricon Digital Albums      | 1                 |
| Japan              | Billboard Japan Hot Albums | 3                 |
| Südkorea           | Gaon Album Chart           | 2                 |
| Taiwan             | Five Music                 | 1                 |
| Vereinigte Staaten | Billboard World Albums     | 9                 |
| Jahrescharts       |                            |                   |
| Südkorea           | Gaon Album Chart 2018      | 24                |

## Auszeichnungen für Musikverkäufe
| Land/Region     | Auszeichnungen für Musikverkäufe (Land/Region, Auszeichnung, Verkäufe) | Verkäufe |
| --------------- | ---------------------------------------------------------------------- | -------- |
| Südkorea (KMCA) | Platin                                                                 | 250.000  |
| Insgesamt       | 1× Platin ·                                                            | 250.000  |

Hauptartikel: IZ*ONE

## Übersicht der Veröffentlichungen
Die Download-Version des Albums enthält sieben Titel.
Die CD erschien in zwei Versionen („Rose“ und „Color“) und enthält, neben den sieben Liedern der Download-Version, den zusätzlichen Titel Pick Me (내꺼야).
| Region   | Datum            | Format   | Label                        | Katalog-Nr. |
| -------- | ---------------- | -------- | ---------------------------- | ----------- |
| Weltweit | 29. Oktober 2018 | Download | Off the Record Entertainment | –           |
| Südkorea | 29. Oktober 2018 | Download | Off the Record Entertainment | –           |
| Südkorea | 29. Oktober 2018 | CD       | Off the Record Entertainment | CMAC11314   |